# Vojtěch Heger
Vojtěch Heger (23 de agosto de 2000) es un deportista checo que compite en piragüismo en la modalidad de eslalon. Ganó una medalla de plata en el Campeonato Mundial de Piragüismo en Eslalon de 2021, en la prueba de C1 por equipos.

## Palmarés internacional
| Campeonato Mundial | Campeonato Mundial      | Campeonato Mundial | Campeonato Mundial |
| Año                | Lugar                   | Medalla            | Competición        |
| ------------------ | ----------------------- | ------------------ | ------------------ |
| 2021               | Bratislava (Eslovaquia) | Medalla de plata   | C1 por equipos     |